# Panggi
Panggi is een bestuurslaag in het regentschap Bima van de provincie West-Nusa Tenggara, Indonesië. Panggi telt 2613 inwoners (volkstelling 2010).